# I monelli (film 1960)
I monelli (Los golfos) è un film del 1960 diretto da Carlos Saura, presentato in concorso al 13º Festival di Cannes.